# Rafako Arena
Rafako Arena – wielofunkcyjna hala widowiskowo-sportowa w Raciborzu, w województwie śląskim, w Polsce. Została wybudowana w latach 1973–1974 i zmodernizowana w latach 2008–2010. Może pomieścić 470 widzów (z możliwością tymczasowej rozbudowy do 1000). Na co dzień na hali swoje spotkania rozgrywają siatkarze KS AZS Rafako Racibórz, obiekt jest również gospodarzem innych zawodów sportowych, m.in. w koszykówce, czy w zapasach.
Hala została wybudowana w latach 1973–1974. Obiekt przez lata należał do przedsiębiorstwa Rafako, skąd wzięła się jego potoczna nazwa „hala Rafako”. Po przejęciu hali przez miasto w latach 2008–2010 dokonano jej gruntownej modernizacji i rozbudowy. Prace wykonała firma Borbud. Wyremontowany został m.in. dach, elewacja, wstawiono nowe okna, wymieniono instalacje, podłogi i barierki. Oprócz remontu dawnej trybuny wybudowano również zupełnie nową, od strony południowej, co zwiększyło widownię hali do 470 miejsc siedzących (możliwe jest dostawienie kolejnych miejsc, powiększających widownię do 1000 osób). Utworzone zostało również dodatkowe zaplecze socjalne wzdłuż ściany poprzecznej hali. Koszt modernizacji, który wyniósł 10,6 mln zł, w większości pokryło miasto Racibórz. Dofinansowanie w ramach Europejskiego Funduszu Rozwoju Regionalnego wyniosło 2 mln zł, a 395 tys. zł udało się pozyskać z Wojewódzkiego Funduszu Ochrony Środowiska i Gospodarki Wodnej dzięki zastosowaniu ekologicznych źródeł ciepła. Otwarcie nowo wyremontowanej hali nastąpiło 22 maja 2010 roku. Na inaugurację rozegrano turniej finałowy Raciborskiej Ligi Piłki Siatkowej. W 2011 roku firma Rafako stała się oficjalnym sponsorem hali, której nadano nazwę Rafako Arena. Hala jest przystosowana do korzystania z niej przez osoby niepełnosprawne.
Na obiekcie na co dzień swoje spotkania rozgrywają siatkarze drugoligowego zespołu KS AZS Rafako Racibórz. W hali rozgrywane są także inne zawody sportowe, m.in. rozgrywki amatorskiej ligi piłki nożnej, siatkówki i koszykówki. Korzystają z niej też studenci raciborskiej Państwowej Wyższej Szkoły Zawodowej. Możliwe jest także wynajęcie hali, jak również korzystanie z zaplecza rekreacyjnego, np. sauny czy siłowni. Obiekt posiada 5 pokoi hotelowych. W dniach 10–11 grudnia 2005 roku na hali odbyły się XXVI halowe mistrzostwa Polski kobiet w piłce nożnej. W dniach 7–9 października 2011 roku na obiekcie zostały rozegrane Mistrzostwa Świata weteranów w zapasach w stylu klasycznym. 18 lutego 2011 roku na hali odbyła się gala boksu zawodowego „Wojak Boxing Night”. W dniach 21–23 września 2012 roku Arena Rafako gościła warsztaty i pokazy sztuk walki w ramach I Interdyscyplinarnego Festiwalu Japońskich Sztuk Walki, a 9 grudnia 2012 roku ponownie rozegrano tu piłkarskie halowe mistrzostwa Polski kobiet. Tradycją jest także organizowanie na hali studniówek.